# Лельчицкий районный краеведческий музей
Лельчицкий районный краеведческий музей (бел. Лельчыцкі раённы краязнаўчы музей) — музей комплексного профиля в городcком посёлке Лельчицы Гомельской области Республики Беларусь. Основан 25 января 1990 года.
Полное наименование — Государственное учреждение «Лельчицкий районный краеведческий музей».

## История
Основан 25 января 1990 года.

## Описание
На 2012 год в собрании музея находится более 3,5 тысяч музейных предметов, которые характеризуют историю края, начиная с эпохи среднего каменного века и заканчивая современностью. За время существования музея собраны значительные коллекции археологии, нумизматики, фалеристики, традиционной одежды, орудий труда, предметов быта крестьян Убортского Полесья, документы и фотографии ветеранов и знаменитых земляков и др.

## Экспозиции
Постоянная экспозиция музея состоит из следующих отделов и залов:
- «Древняя история»
- Зал этнографии «Белорусская хатка»
- «Природа нашего края»
- Зал, посвящённый Великой Отечественной войне и воинам-интернационалистам
- Выставочный зал